# Гросуплє (община)
Община Гросуплє (словен. Občina Grosuplje) — одна з общин в центральній Словенії. Адміністративним центром є місто Гросуплє. Община відома перш за все своїм багатим культурним та історичною спадщиною. Центр відомий як розвинене комерційне та промислове місто.

## Населення
У 2011 році в общині проживало 19333 осіб, 9811 чоловіків і 9522 жінок. Чисельність економічно активного населення (за місцем проживання), 8485 осіб. Середня щомісячна чиста заробітна плата одного працівника (EUR), 926.97 (в середньому по Словенії 987.39). Приблизно кожен другий житель у громаді має автомобіль (52 автомобілів на 100 жителів). Середній вік жителів склав 38.7 роки (в середньому по Словенії 41.8). 